# Близкие враги (фильм, 2013)
«Бли́зкие враги́» (англ. Enemies Closer) — остросюжетный боевик, снятый Питером Хайамсом по сценарию Эрика и Джеймса Бромберга. Третий режиссёрский проект Хайамса с участием Жан-Клода Ван Дамма, ранее работавших вместе над фильмами «Патруль времени» и «Внезапная смерть». Съёмки проходили в 2012 году с 11 июня по 7 июля. Выход в видеопрокат состоялся 4 декабря 2013 года, кинотеатральный релиз на территории США — 24 января 2014 года.
Актёрская игра Ван Дамма, исполнившего роль центрального антагониста, получила крайне высокие оценки мировых критиков.

## Сюжет
Двум заклятым врагам, столкнувшимся в лесу на американо-канадской границе, приходится объединиться в борьбе против наркокурьеров, желающих любой ценой вернуть свой потерянный груз.

## В ролях
- Жан-Клод Ван Дамм — Ксандер
- Том Эверетт Скотт — Генри
- Орландо Джонс — Клэй
- Линзи Коккер — Кайла
- Захари Бахаров — Саул
- Кристофер Ван Варенберг — Франсуа